# Martin Faltejsek
Martin Faltejsek (* 18. června 1993, Lanškroun) je český fotograf. Ve volné tvorbě se zaměřuje na autoportrét, ale věnuje se také komerční a svatební fotografii. Magazín Forbes Česko jej v roce 2021 zařadil mezi nejlepší české svatební fotografy.

## Studia
Faltejsek vystudoval Vyšší odbornou školu grafickou v Praze a poté Institut tvůrčí fotografie při Slezské univerzitě v Opavě.

## Ocenění
Asociace profesionálních fotografů České republiky ho v červnu 2021 vyhlásila Osobností mladé české fotografie do 30 let. Faltejsek je rovněž trojnásobným vítězem soutěže Czech Press Photo.

## Výstavy
2022
- Living in Violet, FF UP, Konvikt, Olomouc

2021
- Salon východočeské fotografie 2021 – 6. ročník, Muzeum východních Čech, Hradec Králové
- Prague Photo 2021 – expozice ITF, Praha
- Hlučná samota: Současná česká fotografie, Jekatěrinburg
- 30+ Institutu tvůrčí fotografie, Opava
- Bohemian Taboo, St. Albans
- Martin Faltejsek: The Suburbia, Vitríny Frýdlantská, Praha

2020
- PhotoSaintGermain, Tekuté obrazy: mladá česká fotografie, Paříž
- Mesiac fotografie Bratislava – 30 rokov ITF, Bratislava
- OFF Bratislava – Zrodení z morskej peny, Bratislava
- MARTIN FALTEJSEK: ÍSLAND, Brno
- Tři dekády (30. výročí ITF), Praha
- MÓDA_OBJEKTIV_KRAJINA, Olomouc
- DŮVĚRNÁ KRAJINA, Moravská Třebová

2019
- „Plejády“, #INSTAXMYLIFE, Praha
- DOMÁCÍ EPOS, Svitavy

2018
- TAM DOMA, Praha
- Prague Photo 2018 – expozice ITF, Praha
- Young Debut Festival, Dlabačov, Praha
- STAV BEZTÍŽE, Lanškroun

2017
- Prague Photo 2017 – expozice ITF, Praha
- Soukromá teritoria, společná výstava ITF, Opava

2016
- The Blind Pilots Project #2, Soluň
- Czech Press Photo 2016, Praha
- ET CETERA: fotografie, Praha
- BDĚNÍ, Praha
- Prague Photo 2016 – expozice VOŠg Hellichova, Praha

2015
- Czech Press Photo 2015, Praha
- Projekt „Chci“, expozice VOŠg Hellichova, Praha

2014
- Výstava Czech Press Photo 2014, Praha
- 15. ročník Fotofestivalu Moravská Třebová, Moravská Třebová
- BEZ OMEZENÍ – festival Pod dohledem, Praha

2013
- Alšova jihočeská galerie – Wortnerův dům, České Budějovice

2010
- Městská knihovna, Lanškroun